# Unione Sportiva Pontedera 1995-1996
Questa voce raccoglie le informazioni riguardanti  l'Unione Sportiva Pontedera nelle competizioni ufficiali della stagione 1995-1996.

## Rosa
| N. |                   | Ruolo | Calciatore         |
| -- | ----------------- | ----- | ------------------ |
| -  | Italia (bandiera) | D     | Daniele Allori     |
| -  | Italia (bandiera) | A     | Andrea Bagnoli     |
| -  | Italia (bandiera) | D     | Gino Balli         |
| -  | Italia (bandiera) | C     | Marco Bertelli     |
| -  | Italia (bandiera) | C     | Giacomo Callegari  |
| -  | Italia (bandiera) | C     | Rocco Cotroneo     |
| -  | Italia (bandiera) | P     | Giulio Drago       |
| -  | Italia (bandiera) | C     | Giuseppe Ferazzoli |
| -  | Italia (bandiera) | A     | Giorgio Figaia     |
| -  | Italia (bandiera) | A     | Antonio Gespi      |

| N. |                   | Ruolo | Calciatore          |
| -- | ----------------- | ----- | ------------------- |
| -  | Italia (bandiera) | D     | Duccio Innocenti    |
| -  | Italia (bandiera) | C     | Simone Magnani      |
| -  | Italia (bandiera) | A     | Graziano Mannari    |
| -  | Italia (bandiera) | C     | Paolo Moschetti     |
| -  | Italia (bandiera) | D     | Emilio Paradiso     |
| -  | Italia (bandiera) | P     | Maurizio Pugliesi   |
| -  | Italia (bandiera) | A     | Daniele Randazzo    |
| -  | Italia (bandiera) | D     | Michele Riberti     |
| -  | Italia (bandiera) | D     | Riccardo Rocchini   |
| -  | Italia (bandiera) | C     | Fabrizio Stringardi |